# Богрівська сільська рада
| Богрівська сільська рада — орган місцевого самоврядування у Богородчанському районі Івано-Франківської області з адміністративним центром у с. Богрівка. Утворена 9 липня 1991 року. Сільській раді підпорядковані населені пункти: - с. Богрівка |

## Склад ради
Рада складається з 14 депутатів та голови.

### Керівний склад ради
| ПІБ                       | Основні відомості                                                 | Дата обрання | Дата звільнення |
| ------------------------- | ----------------------------------------------------------------- | ------------ | --------------- |
| Бойчук Василь Миколайович | Сільський голова, 1951 року народження, освіта, безпартійний      | 26.03.2006   | 31.10.2010      |
| Савин Іван Михайлович     | Сільський голова, 1962 року народження, освіта вища, безпартійний | 15.05.2011   |                 |

Примітка: таблиця складена за даними джерела